# Punta Walker
La Punta Walker (4.208 m s.l.m.) è la vetta più alta del massiccio delle Grandes Jorasses nel massiccio del Monte Bianco, posta lungo la frontiera tra l'Italia e la Francia.

## Prime ascensioni

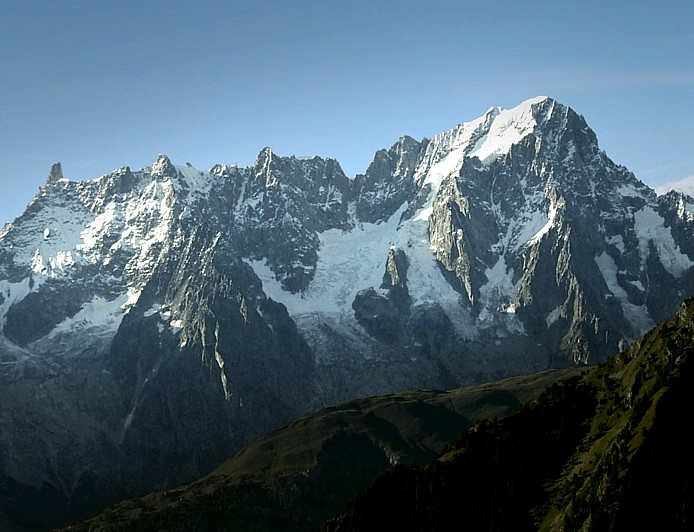
Il massiccio delle Grandes Jorasses dal versante italiano. La Punta Walker è quella a destra.

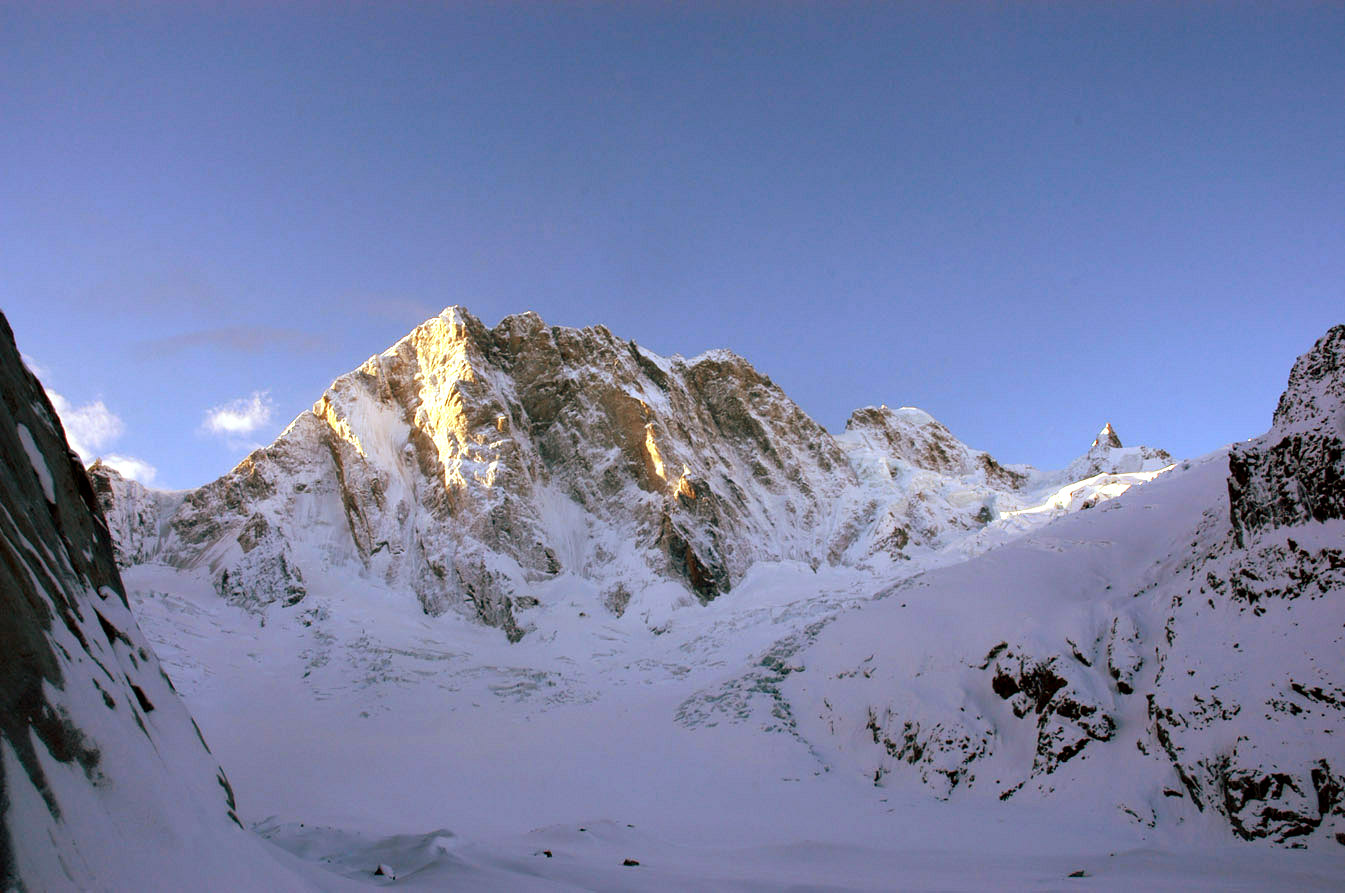
Il versante nord (francese) delle Grandes Jorasses. La Punta Walker è la prima a sinistra. Si nota lo Sperone Walker

La montagna fu salita per la prima volta il 30 giugno 1868 da Horace Walker con Melchior Anderegg, Johann Jaun e Julien Grange.
Il versante nord della montagna fu salito dal 4 al 6 agosto 1938 da tre alpinisti italiani: Riccardo Cassin, Luigi Esposito e Ugo Tizzoni. Essi seguirono il cosiddetto Sperone Walker.

## Ascesa alla vetta
Oggi si può salire sulla vetta partendo dal Rifugio Boccalatte lungo il versante italiano. La salita è di natura alpinistica e richiede una buona tecnica per la salita su roccia e su ghiacciaio.
Dal rifugio si risale lo sperone roccioso su cui è costruito il rifugio fino a raggiungere il ghiacciaio di Planpincieux. Salito il ghiacciaio si arriva ai Rocher du Reposoir; superati questi si attraversa il Couloir Whymper. Infine si sale la dorsale rocciosa che scende dalla punta.